# Velíz
Vrch Velíz (595 m n. m.) se nachází nad vesnicí Kublov v okrese Beroun asi 20 km západně od Berouna na okraji křivoklátských lesů. Skrovný archeologický průzkum zde potvrdil nález výšinného  sídliště nebo hradiště. Dnes na jeho vrcholu stojí kostelík Narození svatého Jana Křtitele se hřbitovem. Blízko vrcholu vyvěrá pramen (jeho voda má v zimě i v létě stejnou teplotu) a kdysi zde bývala i skalka s jeskyní.
Již od počátku obecního zřízení v roce 1850 patří osada (samota) a vrch k obci Kublov. V roce 1850 je Velíz zmiňována jako osada (obec Kublov tehdy patřila k okresu Křivoklát), v roce 1930 jako samota (v okrese Rakovník), dnes patří Kublov i s Velízí k okresu Beroun.

## Historie
Podle Kosmovy Kroniky české přivedli asi v roce 1003 Vršovci na Velíz zajatého přemyslovského knížete Jaromíra, připoutali k zemi a přes jeho nahé tělo za posměšků přeskakovali na koních. Byl zachráněn svou družinou, pro kterou do Prahy doběhl Jaromírův služebník Dovora (či Hovora), a která polomrtvého Jaromíra dopravila na Vyšehrad.
Na paměť své záchrany údajně nechal kníže Jaromír postavit na Velízi kapli zasvěcenou svatému Janu Křtiteli. Roku 1037 kníže Břetislav kapli svěřil benediktinům, kteří si zde zřídili poustevnu a počátkem 14. století proboštství. To bylo za husitských válek v roce 1425 vypáleno, kostel byl v 18. století barokně přestavěn. Je zde také hřbitov, na kterém je pochován mimo jiné Josef Leopold Zvonař, rodák z Kublova.
Kostel v 20. století obnovil a zrekonstruoval jáhen a akademický sochař Karel Stádník, který se o objekt také staral. Probíhají zde mše každou druhou sobotu od 17 hodin.

## Geomorfologické zařazení
Velíz se nachází v Brdské oblasti, v geomorfologickém celku Křivoklátská vrchovina, podcelku Zbirožská vrchovina, okrsku Hudlická vrchovina a podokrsku Kublovská vrchovina, jejíž je samostatnou geomorfologickou částí.

## Galerie

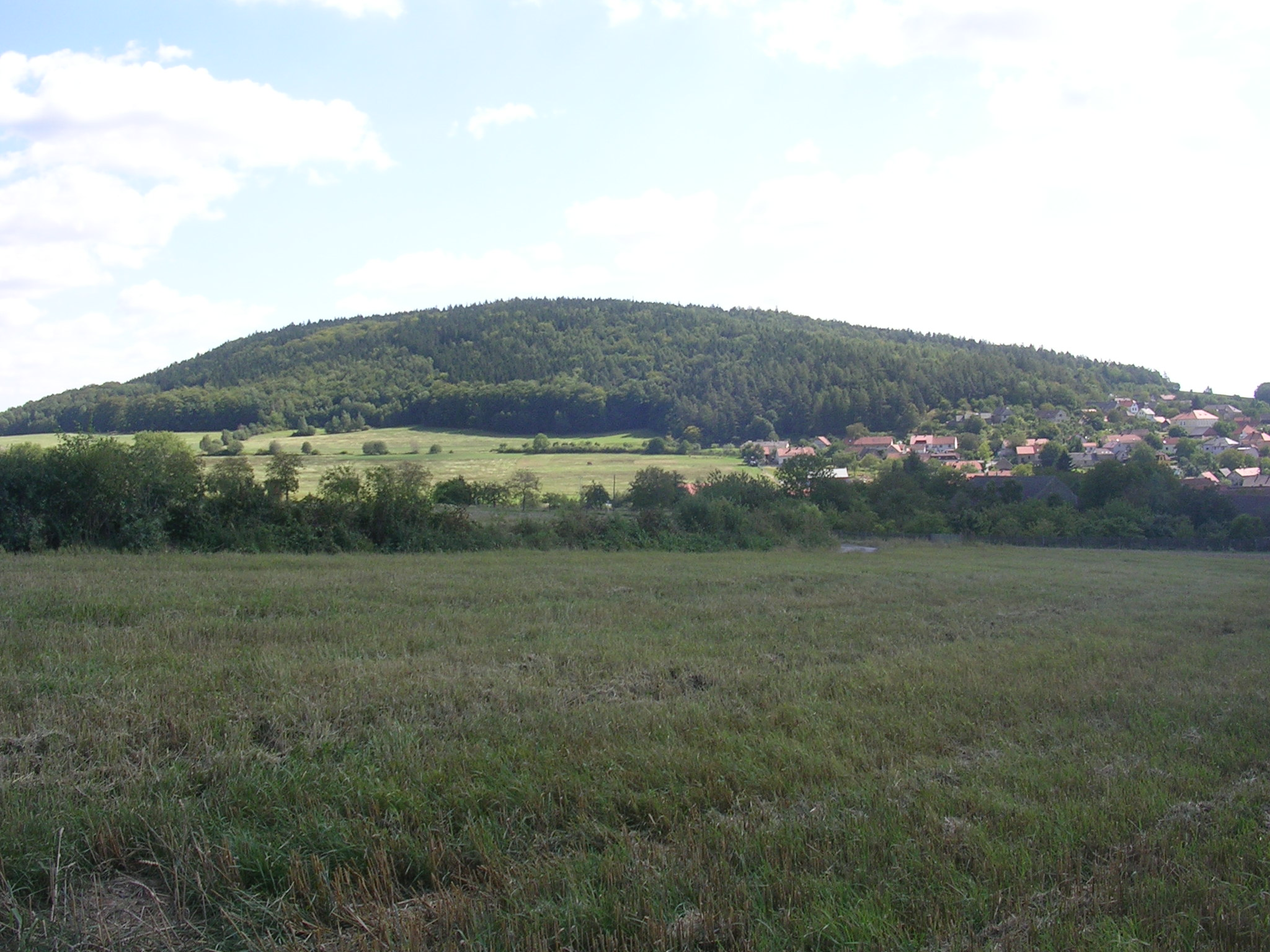
Vrch Velíz, pohled z Kopanin, vpravo ves Kublov
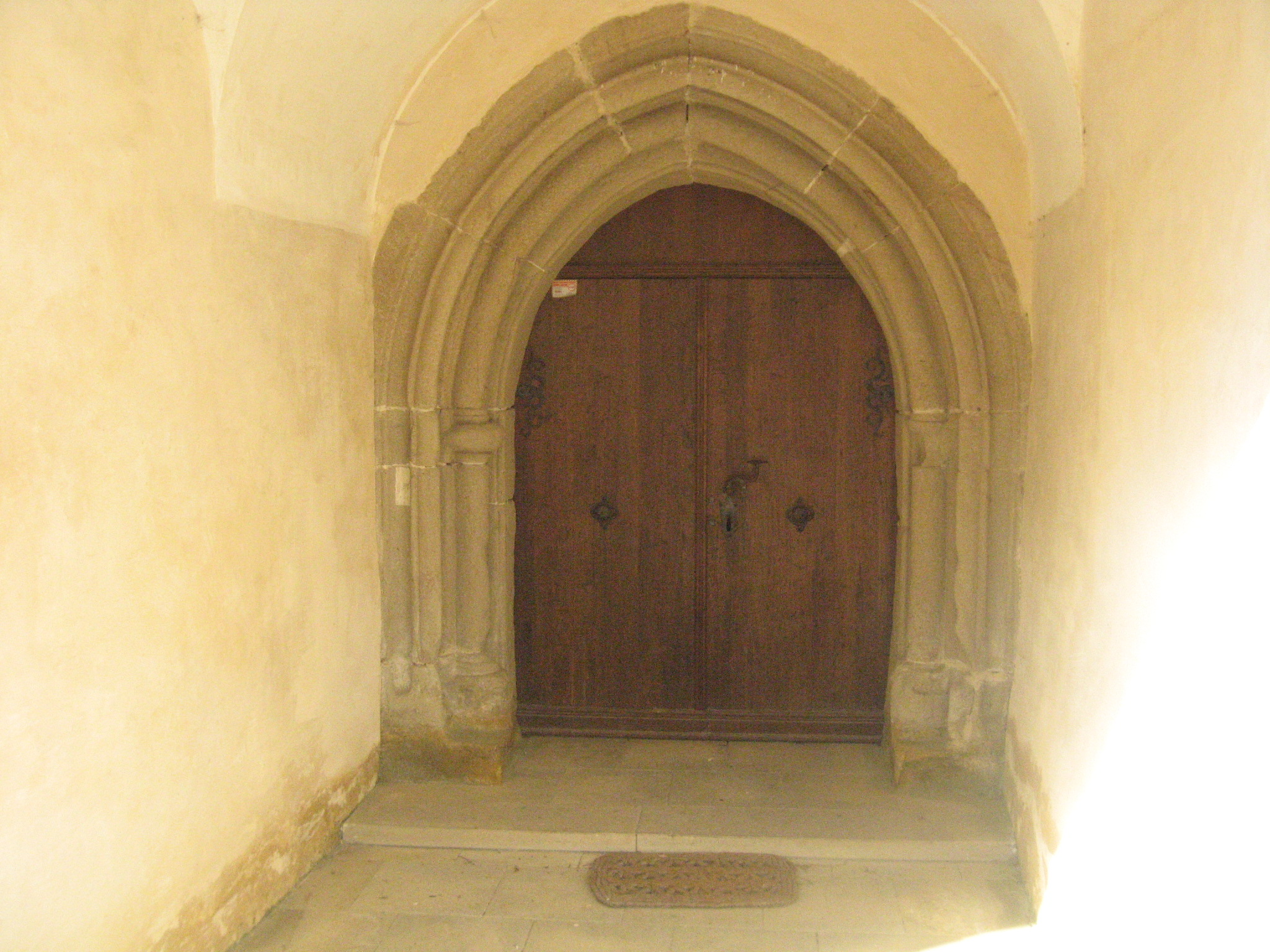
Portál kostela na Velízi
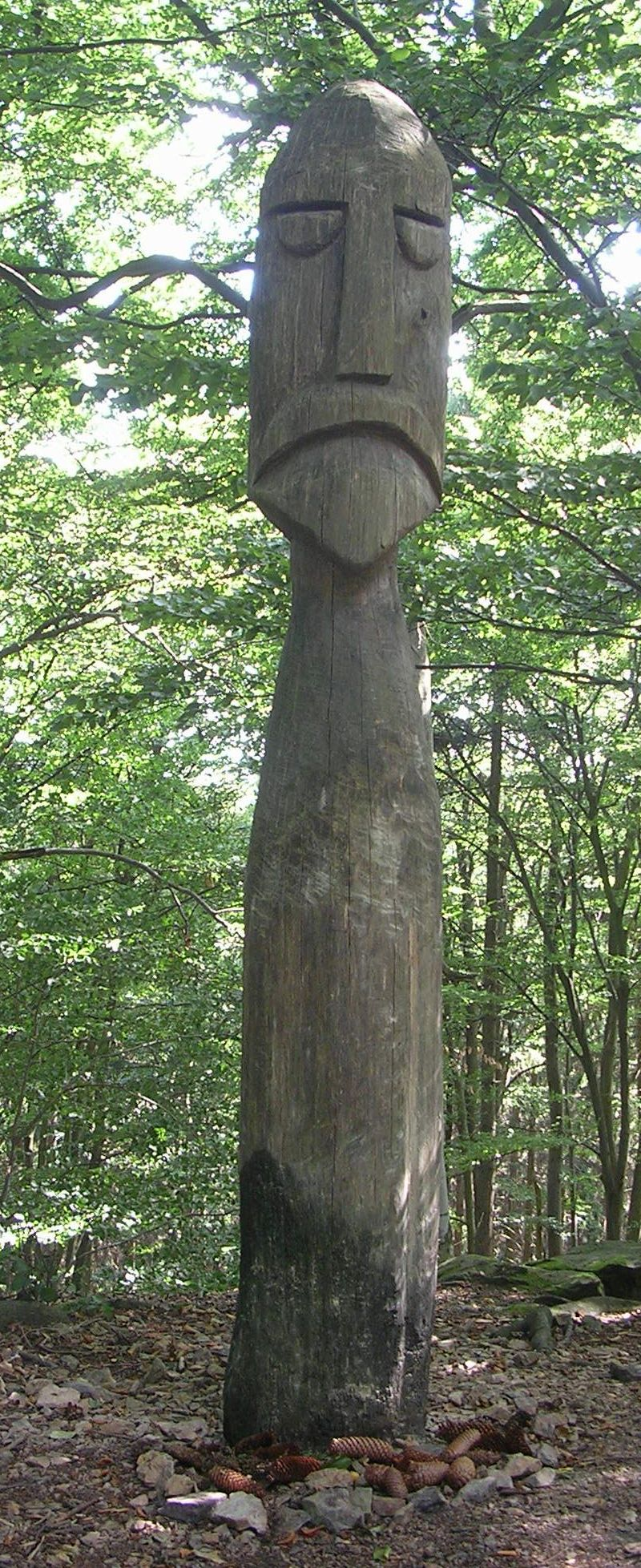
Moderní idol slovanského boha Velese na Velízi